# Marosi Ernő
Marosi Ernő (Miskolc, 1940. április 18. – Budapest, 2021. július 9.) Széchenyi-díjas magyar művészettörténész, egyetemi tanár, a Magyar Tudományos Akadémia rendes tagja. 1991 és 2000 között az MTA Művészettörténeti Intézetének igazgatója, 2002 és 2008 között az MTA társadalomtudományi alelnöke.

## Életpályája
Marosi Ferenc postatiszt és Kecskés Magdolna okleveles tanítónő elsőszülött gyermeke. Öccse Marosi Miklós építész. 1958-ban érettségizett a Földes Ferenc Gimnáziumban, majd felvették az Eötvös Loránd Tudományegyetem Bölcsészettudományi Kar magyar–művészettörténet szakára, ahol 1963-ban szerzett tanári diplomát. 1967-ben szerezte meg egyetemi doktori címét.
Diplomájának megszerzése után az egyetem tanársegéde, később adjunktusa lett. 1974-ben az MTA Művészettörténeti Kutatócsoportjának helyettes vezetőjének nevezték ki. Az egyetemen megbízott oktatóként, címzetes docensi címmel tanított tovább. 1982-től másodállású docens, majd 1991-ben megkapta egyetemi tanári kinevezését. Emellett a régi művészettörténet osztály vezetője is volt. Egyetemi tanári kinevezésével azonos évben a kutatócsoportot átszervezték és az MTA Művészettörténeti Kutatóintézete lett, amelynek igazgatójává nevezték ki. A kutatóintézetet 2000-ig vezette, majd kutatóprofesszori megbízást kapott.
1977-ben védte meg a művészettörténeti tudományok kandidátusi, 1990-ben akadémiai doktori értekezését. A Művészettörténeti Bizottság tagja lett. 1993-ban megválasztották a Magyar Tudományos Akadémia levelező, 2001-ben rendes tagjává. 2002-ben a tudományos köztestület társadalomtudományi alelnökévé választották, mely tisztségében 2005-ben megerősítették. 1996 és 2002 között a Filozófiai és Történettudományi Osztály elnökhelyettese volt. Közben a Kiadói Bizottságot is vezeti. A Művészettörténeti Bizottság és az Akadémiai Kutatóhelyek Tanácsa társadalomtudományi szakbizottságának elnöke.
1991 és 1996 között az UNESCO művészettörténeti bizottságának (CIHA) volt vezetőségi tagja. 1997-ig a Kossuth- és Széchenyi-díj Bizottság tagja volt, ahova 2003-ban tért vissza.
Kutatási területei a középkori (14–15. századi) magyar és egyetemes művészettörténet, elsősorban a romanika és a gótika korszakai.

## Családja
Felesége a 2004-ben elhunyt Szabó Júlia művészettörténész volt. Házasságukból két leánygyermek született.

## Díjai, elismerései
- Fitz József-díj (1991)
- Szűcs Jenő-díj (1995)
- Széchenyi-díj (1997) – Nemzetközi elismertségű tudományos, tudományszervezői, szerkesztői és pedagógiai tevékenységéért.
- Ipolyi Arnold tudományfejlesztési díj (2001)
- Deák Ferenc-díj (2007)
- A Magyar Köztársasági Érdemrend középkeresztje a csillaggal (2009)
- Hazám-díj (2014)[5]
- Lyka Károly-díj (2017)[6]

## Főbb publikációi
- Giotto, Lorenzetti, Masaccio; Képzőművészeti Alap, Bp., 1967 (Az én múzeumom) (bolgárul is)
- A középkori művészet világa (szerk., 1969)
- A román kor művészete (1972)
- Bevezetés a művészettörténetbe (1973)
- Magyar falusi templomok (1975)
- Emlék márványból vagy homokkőből. Öt évszázad írásai a művészettörténet történetéből; vál., ford., előszó Marosi Ernő; Corvina, Bp., 1976 (Művészet és elmélet)
- A román kor művészete; 2., jav. kiad.; Corvina, Bp., 1976
- Árpád-kori kőfaragványok. Katalógus; szerk. Tóth Melinda, Marosi Ernő; István Király Múzeum, Székesfehérvár, 1978 (István Király Múzeum közleményei. D. sorozat)
- Magyar falusi templomok; 2. átdolg., bőv. kiad.; Corvina, Bp., 1979 (Építészeti hagyományok)
- Esztergom, Királyi vár; Tájak, Korok, Múzeumok, Bp., 1981 (Tájak, korok, múzeumok kiskönyvtára)
- Művészet I. Lajos király korában. 1342–1382. István király Múzeum, Székesfehérvár, 1982. szeptember 11–1983. március; szerk. Marosi Ernő, Tóth Melinda, Varga Lívia; MTA Művészettörténeti Kutató Csoport, Bp., 1982
- Die ungarische Kunstgeschichte und die Wiener Schule, 1846–1930. Ausstellung. Collegium Hungaricum Wien, September 1983; szerk. Marosi Ernő; MTA Művészettörténeti Kutató Csoport, Bp., 1983
- Die Anfänge der Gotik in Ungarn. Esztergom in der Kunst des 12–13. Jahrhunderts; Akadémiai, Bp., 1984
- Magyarországi művészet 1300–1470 körül (szerk., 1987)
- Művészet Zsigmond király korában, 1387–1437. Budapesti Történeti Múzeum, 1987. május 29–november, 1-2.; szerk. Beke László, Marosi Ernő, Wehli Tünde; MTA Művészettörténeti Kutató Csoport, Bp., 1987
- A budavári szoborlelet (Zolnay Lászlóval, 1989)
- Johannes Aquila ind die Wandmalerei des 14. Jahrhunderts. Tagungsbeiträge und Dokumente aus den Sammlungen des Landesdenkmalamts Budapest. Beiträge der Tagung vom 15-20. Oktober 1984 in Velem veranstaltet vom Institut für Kunstgeschichte der Slowenischen Akademie der Wissenschaften und der Künste und vom Institut für Kunstgeschichte der Ungarischen Akademie der Wissenschaften / Johannes Aquila és a 14. század falfestészete. Tanulmányok és dokumentumok a budapesti Országos Műemléki Felügyelőség gyűjteményéből. Az 1984. október 15-20. közötti velemi konferencia előadásai a Szlovén Tudományos és Művészeti Akadémia Művészettörténeti Intézete és a Magyar Tudományos Akadémia Művészettörténeti Kutatócsoportja rendezésében; szerk. Marosi Ernő; MTA Művészettörténeti Kutató Csoport, Bp., 1990
- Catholic churches in Hungary (Katolikus templomok Magyarországon); szöv. Dercsényi Balázs, Marosi Ernő, Török József, fotó Hegyi Gábor, előszó Seregély István, angolra ford. Brian McLean, szerk. Déri Erzsébet; Hegyi, Bp., 1991
- Református templomok Magyarországon; szöv. Dercsényi Balázs, Marosi Ernő, Takács Béla; előszó Hegedűs Loránt, szerk. Déri Erzsébet; Hegyi, Bp., 1992 (angolul, németül is)
- Sigismund von Luxemburg. Kaiser und König in Mitteleuropa, 1387-1437. Beiträge zur Herrschaft Kaiser Sigismunds und der europäischen Geschichte um 1400. Vorträge der internationalen Tagung in Budapest vom 8–11. Juli 1987 anlässlich der 600. Wiederkehr seiner Thronbesteigung in Ungarn und seines 550. Todestages; szerk. Josef Macek, Marosi Ernő, Ferdinand Seibt; Fahlbusch, Warendorf, 1994 (Studien zu den Luxemburgern und ihrer Zeit)
- Kép és hasonmás. Művészet és valóság a 14-15. századi Magyarországon; Akadémiai, Bp., 1995 (Művészettörténeti füzetek)
- A középkor művészete I–II. (1996–1997)
- A középkori művészet történetének olvasókönyve (szerk., 1997)
- Az Árpád-kor művészeti emlékei (Wehli Tündével, 1997)
- Pulszky Ferenc emlékére, 1814–1897. Kiállítás a Magyar Tudományos Akadémia Székházának III. emeleti helyiségeiben, 1997. október 31–1998. március 31.; szerk. Marosi Ernő et al.; MTA Művészeti Gyűjteménye, Bp., 1997
- A magyar művészettörténet-írás programjai (1999)
- Európa közepe 1000 körül. Az Európa Tanács 27. kiállítása; szerk. Alfried Wieczorek, Hans-Martin Hinz, magyar változat szerk. Marosi Ernő; Theiss, Stuttgart, 2000
- Templomok Magyarországon (Dercsényi Balázzsal, 2002)
- Historizmus az 1200 körüli művészetben Magyarországon; MTA, Bp., 2005 (Székfoglalók a Magyar Tudományos Akadémián)
- The Nineteenth-century process of "musealization" in Hungary and Europe; szerk. Marosi Ernő, Klaniczay Gábor, Gecser Ottó; Collegium Budapest Institute for Advanced Study, Bp., 2006 (Workshop series. Collegium Budapest Institute for Advanced Study)
- A gótika Magyarországon; Corvina, Bp., 2008 (Stílusok – korszakok) (németül is)
- Európa színpadán. Magyarország ezeréves hozzájárulása az európai közösség eszméjéhez; szerk. Marosi Ernő; Balassi–MTA Művészettörténeti Kutató Intézete, Bp., 2009 (angolul, németül is)
- A romanika Magyarországon; Corvina, Bp., 2013 (Stílusok – korszakok)
- "Fénylik a mű nemesen". Válogatott írások a középkori művészet történetéről; Martin Opitz, Bp., 2020